# Supercoppa di Serie C 2019
La Supercoppa di Serie C 2019 è stata la 20ª edizione della Supercoppa di Serie C. Il torneo è stato un triangolare in cui hanno giocato le vincitrici dei tre gironi della Serie C 2018-2019. Il trofeo è stato vinto dal Pordenone per la prima volta nella sua storia.

## Squadre partecipanti
Le squadre partecipanti all'edizione 2019 sono:
- Virtus Entella Vincitrice del girone A di Serie C 2018-2019
- Pordenone Vincitore del girone B di Serie C 2018-2019
- Juve Stabia Vincitrice del girone C di Serie C 2018-2019

## Formula
Questa edizione prevede le seguenti regole:
- 1ª giornata: la squadra che riposa nella prima giornata viene decisa da un sorteggio, e dallo stesso viene sorteggiata la prima squadra destinata a giocare in trasferta.
- 2ª giornata: alla seconda giornata si affrontano la squadra che ha riposato e quella che perde la prima gara o, in caso di pareggio, quella che ha giocato la prima gara in casa.
- 3ª giornata: si affrontano le due squadre non incontratesi nelle due giornate precedenti.

La squadra che si piazza al primo posto viene designata vincitrice del trofeo. In caso di arrivo a pari punti, valgono le seguenti regole:
1. differenza reti nelle gare del girone di Supercoppa;
2. maggior numero di reti segnate nelle gare del girone di Supercoppa;
3. maggior numero di reti segnate nelle gare esterne del girone di Supercoppa;
4. sorteggio.

## Incontri
| Chiavari 11 maggio 2019, ore 20:30 CEST 1ª giornata | Virtus Entella | 0 – 0 referto | Pordenone | Stadio Comunale (2 000 spett.)\| Arbitro: \| Curti (Milano) \| |
| Arbitro:                                            | Curti (Milano) |               |           |                                                                |

| Arbitro: | Pashuku (Albano Laziale) |

|                     |           |                         |
| Paponi 73’ Elia 78’ | Marcatori | 47’ Icardi 53’ Iocolano |

| Arbitro: | Miele (Torino) |

|                                                   |           |  |
| Candellone 28’ De Agostini 47’ Schiavi 52’ (aut.) | Marcatori |  |

## Classifica
| Squadra        | P.ti | G | V | N | P | GF | GS | DR |
| -------------- | ---- | - | - | - | - | -- | -- | -- |
| Pordenone      | 4    | 2 | 1 | 1 | 0 | 3  | 0  | +3 |
| Virtus Entella | 2    | 2 | 0 | 2 | 0 | 2  | 2  | 0  |
| Juve Stabia    | 1    | 2 | 0 | 1 | 1 | 2  | 5  | -3 |